# 和央きりか
和央 きりか（わおう きりか）は、日本の声優。主にアダルトゲームに出演している。

## 出演
太字はメインキャラクター。

### テレビアニメ
- 悶えてよ、アダムくん（2024年、九重杏季[1]）

### 配信アニメ
2018年
- 25歳の女子高生 完全版（名鳥花）
- 思春期セックス 第2話～今日、私ん家集合ね！～(健太)

### PCゲーム
2014年
- 女王蜂の王房 輝夜編（輝夜）

2016年
- フォーストーリア

2017年
- アッパレーション〜最期の初恋はバッドエンド〜（葛西夕）
- あまいえ（クリスティーナ ・ハンコック）
- 景の海のアペイリア（マザードラゴン）
- 筆下ろし姫と初竿契約（桐谷 つぐみ）
- 混濁の心魂（藤本 蓮）
- 純情化憐フリークス!（柳川 幽香）
- ドキドキ★病んでミック（馬返理聖）
- BALDR BRINGER（イオタ・BT）

2018年
- 虚空のバロック（ジャハーナーラ・ベーグム）
- 猫忍えくすはーと2（鴉）
- ボクのあまやかせいかつ‐星湘町観光課、毎日えっちなロコドル活動！‐ (御木嶋 めいか)
- ラズベリーキューブ（城田 舞）
- IxSHE Tell（結城 萌楓）

2019年
- レイルロアの略奪者（ミリアリス）
- イブニクル2(カノ・レフトハンド)
- どっちのiが好きですか?（朱鷺崎 紫子）
- アイキス（青海 真珠）
- 猫忍えくすはーと3（鴉）
- カスタムcute～俺と彼女の育成バトル!～（素防 美紅）
- AI*少女 (機械的で無感情)
- 社長隷嬢セレクション (望月 礼子)

2020年
- 推しのラブより恋のラブ（錦 志乃）
- 創神のアルスマグナ（ティアマト）
- まおかつ! -魔王と勇者のアイドル生活-（リゼ・クラウド）
- Secret Agent 〜騎士学園の忍びなるもの〜（雨ノ森 りせ）
- シルヴァリオ ラグナロク（セシル・リベラーティ）
- グラン・オダリスク（エリ）
- アイキス2（青海 真珠）
- コイノハ -恋のシェアハウス-（上月 彼方）
- 紅月ゆれる恋あかり（荒川 園美）
- まいてつ Last Run!!（みくろ）

2021年
- ガラス姫と鏡の従者 (エラ・ブランディーヌ・アイゼルストン)
- Secret Agent影華 ～shadow flower～（雨ノ森 りせ）
- 推しのラブより恋のラブ 〜ラブ・オア・ダイ〜（錦 志乃）
- 思い出抱えてアイにコイ!!（所沢 郁）
- プリンセス☆シスターズ！ ～四姉妹は全員あなたの許嫁～ (サクラ)

2022年
- アイキス3 sexy（青海 真珠）
- 乙女とふれあうひとつ屋根の下（桂川 摩冬）
- マガツバライ X-rated（石動 亜麻袮）
- 2045、月より。（久礼野 ゆうひ）
- ROOMガール（OLタイプB、学生タイプB）
- キスからはじめるエゴイズム（エゴ）
- バブルdeハウスde○○○ 〜お風呂メーカーのショールームがシェアハウスで…〜（井上 彌月）

2023年
- 異世界モンムスセンセーション モンムス先生と学ぶHな恋愛学（シャルル・オリビエ）
- AMBITIOUS MISSION アフターエピソード2（根津 美春）
- ハニカム（性格:ボーイッシュ）
- 彼方の人魚姫（内海 隼人）

2024年
- 同級生2リメイク (舞島 可憐)
- Pure×Holic ～純潔乙女と婚姻カンケイ!?～（アストライア）
- 蛟の巫女（冴白 美純）
- シークレットラブ(仮)（山下 未来）
- 恋愛弱者な幼馴染少女と恋愛強者な彼女（相川 星良）

| 2025年 |
- おっぱいでかいナースとイチャコラエロ×2入院生活!?（僖尾 茅乃）
- ドラ・コンカフェ2（パスラ）

### コンシューマーゲーム
- マガツバライ（石動 亜麻袮）
- アイキス3 cute（青海 真珠）
- AMBITIOUS MISSION（根津 美春）

### オンラインゲーム
2014年
- ドキドキ☆病んでミック（奏上 伶美、志須田 可奈）

2016年
- 戦乱プリンセスG（京極マリア、春日局、京極竜子、石川五右衛門、新島八重、高橋紹運、佐々木小次郎、明石全登、桂小五郎、細川幽斎、源為朝、紫式部）

2017年
- 万物乙女☆ダンジョンズ（アンゴルモア、トロイ、ベコ）
- レジェンドガールズ騎馬道アカデミー（レヴィアタン）
- あいりすミスティリア!〜少女のつむぐ夢の秘跡〜（ルージェニア・ハディク・パルヴィン）
- 天穹ノ彼方の錬星郷（霹靂神麟禰）
- ブレイヴガール レイヴンズ（アマトラ）
- ぼくらの放課後戦争!（神崎琴葉）
- 女神にキスを！（アリス）
- オトギフロンティア（ローザ、シャシャ）

2018年
- 宝石姫 JEWEL PRINCESS（タイガーズアイ、クリソプレーズ、カコクセナイト）
- ジェミニシード（オサキ、ティッタ、ソニア、エステル）

2019年
- あやかしランブル!(ヒノワ)
- ソーサレス*アライヴ! 〜the World's End Fallen Star〜（紅麗）
- にじげんカノジョ（遥風 渚）

2020年
- 巨神と誓女(ファラオちゃん)
- 星彩のアステルマキナ 開発中止（アルナイル）

2022年
- エデンズリッターグレンツェ（御手洗清子）

### 同人ゲーム
2015年
- ゾンビのあふれた世界で俺だけが襲われない（白谷）

2017年
- CINERIS SOMNIA（シャーロット）

2019年
- 素晴らしき国家の築き方 (イオン、ディル)